# エムス川
エムス川（エムスがわ、ドイツ語:Ems、オランダ語:Eems、西フリジア語:Iems、）は、ドイツ北西部のオランダとの国境付近を流れる川である。古来はアミシア川（Amisia）と称された。
ノルトライン＝ヴェストファーレン州にあるトイトブルクの森の南部に源を発し、ノルトライン＝ヴェストファーレン州とニーダーザクセン州を北へ流れ、北海のドラルト湾へ注ぐ。
河口の町としてエムデン（ドイツ）とデルフゼイル（オランダ）がある。

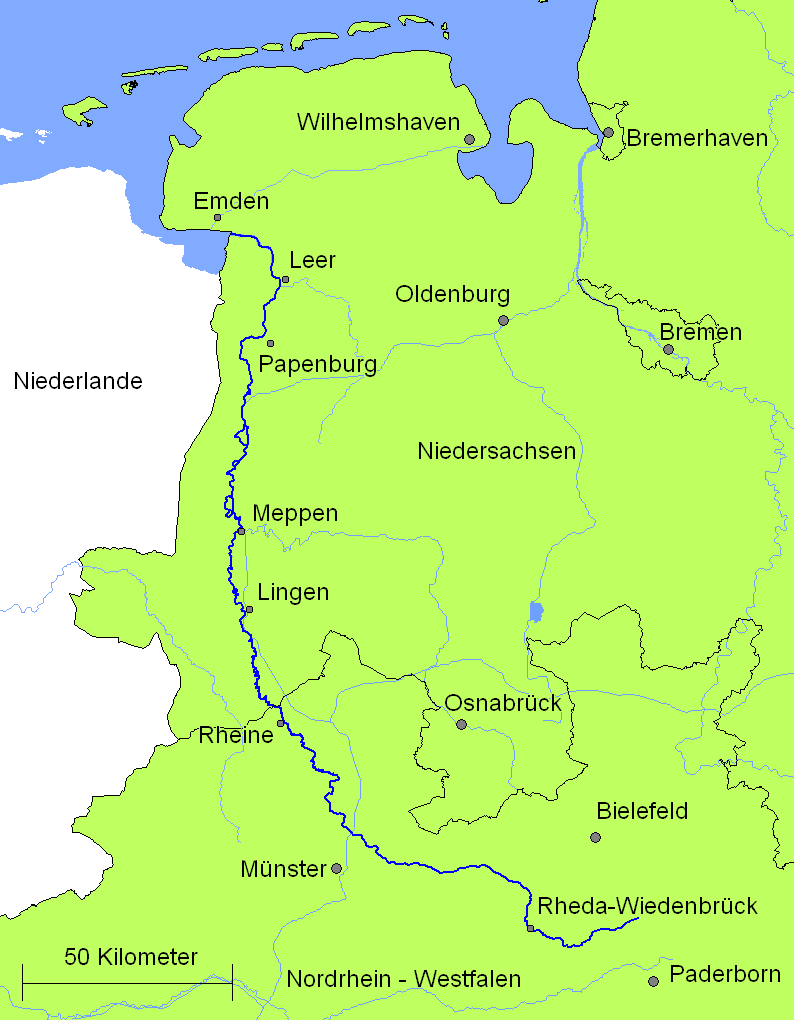
流路